# Operação Tannenberg
Operação Tannenberg (em alemão:  Unternehmen Tannenberg) foi o codinome dado a uma das ações de extermínio cometidas pela Alemanha Nazista durante as fases iniciais da Segunda Guerra Mundial na Europa, que teve como alvo cidadãos poloneses; era parte do plano secreto Generalplan Ost para a colonização alemã sobre o Oriente. Os fuzilamentos foram efetuados com base em listas de proscrição (Sonderfahndungsbuch Polen) compiladas pela Gestapo no decorrer de dois anos, antes do ataque de 1939.
As listas ultrassecretas identificavam mais de 61.000 membros da elite polonesa: ativistas, intelligentsia, acadêmicos, atores, ex-oficiais e outros que seriam aprisionados ou fuzilados. Membros da minoria alemã que viviam na Polônia ajudaram na preparação dessas listas. Estima-se que até 20.000 alemães faziam parte de organizações envolvidas em diversas formas de subversão naquele país.
A Operação Tannenberg foi acompanhada pela Intelligenzaktion, segunda fase da operação dirigida pelo escritório principal de Heydrich (Sonderreferat), localizado em Berlim. Ela durou até janeiro de 1940. Só na região de Pomerânia foram mortos cerca de 36.000–42.000 polacos, incluindo crianças, antes do final de 1939.

## Implementação

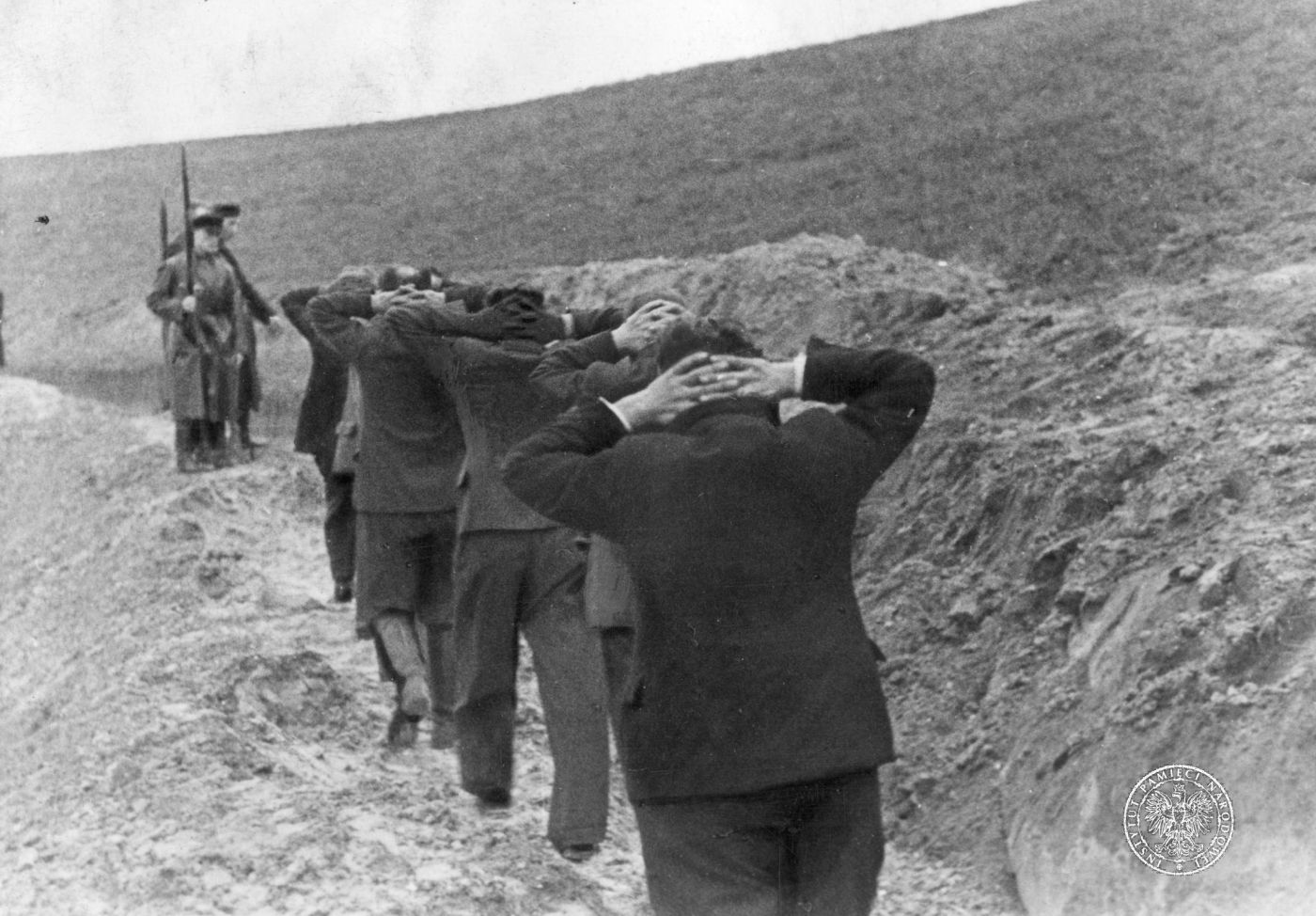
Professores poloneses na cidade de Bydgoszcz, Polônia, escoltados por membros da organização paramilitar alemã Volksdeutscher Selbstschutz, antes das execuções

O Escritório Central II P (Polônia) concluiu o plano em maio de 1939. Seguindo ordens de Adolf Hitler, criou-se uma unidade especial apelidada de Tannenberg dentro do Escritório Central de Segurança do Reich (Reichssicherheitshauptamt). Ela comandou uma série de forças-tarefa (Einsatzgruppen der Sicherheitspolizei und des SD) constituídas por funcionários da Gestapo, Kripo e Sicherheitsdienst (SD), os quais estavam teoricamente obedecendo a ordens de comandantes locais da Wehrmacht. Sua tarefa era localizar e prender todas as pessoas que constavam nas listas de proscrição, exatamente como elas haviam sido compiladas antes da eclosão da guerra.
A primeira fase da ação ocorreu em agosto de 1939, quando cerca de 2.000 ativistas de organizações de minorias polonesas na Alemanha foram presos e assassinados. A segunda fase teve início em 1 de setembro de 1939 e terminou em outubro, provocando a morte de pelo menos 20.000 pessoas em 760 execuções em massa por unidades de forças-tarefa da Einsatzgruppen, com alguma ajuda da Wehrmacht (forças armadas). Além disso, criou-se uma formação especial denominada Selbstschutz a partir da minoria alemã que vivia na Polônia, cujos membros haviam treinado combates de guerrilha e ações de distração na Alemanha antes do início da guerra. (ver: Deutscher Volksverband ou "União do Povo Alemão na Polônia"). A formação foi responsável por vários massacres e, devido a sua má reputação, acabou sendo dissolvida por autoridades nazistas após a Campanha de Setembro, transferindo seus integrantes para as formações regulares.

## Assassinato em massa de pacientes em hospitais

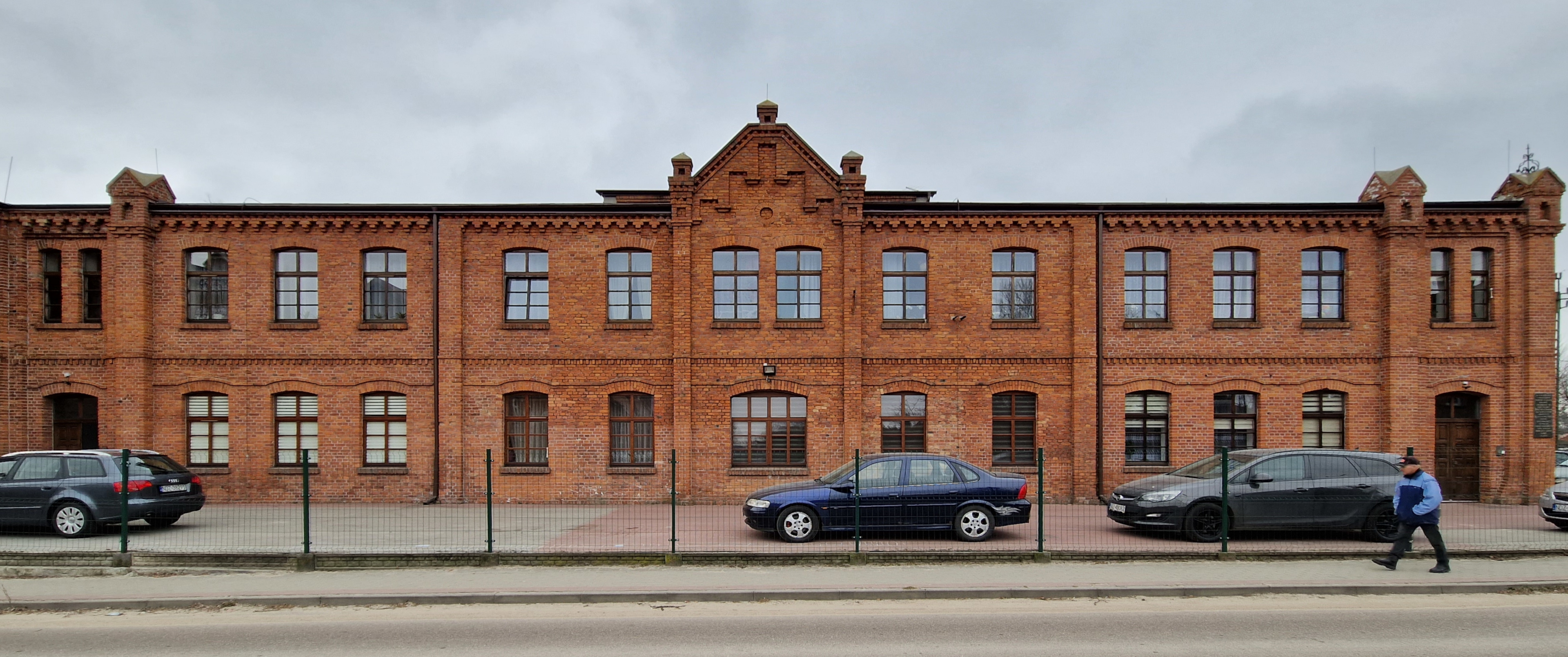
Restante de um edifício da antiga SS no campo de concentração de Soldau, em Iłowo-Osada, ao norte da Polônia. Local dos primeiros experimentos realizados com caminhão de gás pelo SS-Sonderkommando Lange, utilizando pacientes de hospitais poloneses

No decorrer da Operação Tannenberg, o grupo Einsatzgruppe VI, sob o comando de Herbert Lange, assassinou pacientes de hospitais poloneses em Wartheland (Grande Polônia). Pouco tempo depois, Lange foi nomeado comandante do primeiro campo de extermínio de Chełmno. Já em meados de 1940, ele e seus homens foram responsáveis pelo assassinato de aproximadamente 1.100 pacientes em Owińska, 2.750 em Kościan, 1.558 pacientes e 300 polacos em Działdowo, que morreram com tiro na nuca; além de centenas de poloneses no campo de extermínio de Fort VII, onde se desenvolveu pela primeira vez a câmara de gás móvel (Einsatzwagen), juntamente com o primeiro bunker de gás.
Segundo o historiador Peter Longerich, os massacres ocorridos nos hospitais foram conduzidos por iniciativa própria da Einsatzgruppen, já que o grupo não havia recebido ordens de Himmler para colocá-los em prática. Devido à experiência de Lange com os assassinatos em massa cometidos contra poloneses durante a Operação Tannenberg, o Comandante da Polícia de Segurança e da SD, Ernst Damzog, que estava estacionado na cidade ocupada de Poznań (Posen), o colocou na direção do SS-Sonderkommando Lange (destacamento especial), cujo objetivo era realizar operações de gaseamento em massa, que levaram à eventual aniquilação do Gueto de Łódź.